# 大巴靈頓宣言
《大巴靈頓宣言》（英語：Great Barrington Declaration）是於2020年10月4日在馬薩諸塞州大巴靈頓的美國經濟研究所撰寫並簽署的提案。它提出了針對2019冠状病毒病疫情（COVID-19）的自由放任主義政策。宣言最初由哈佛大學的醫學教授Martin Kulldorff、牛津大學的流行病學家Sunetra Gupta和斯坦福大學的流行病學家Jay Bhattacharya共同署名撰寫，三人都曾經對COVID-19疫情的嚴重程度和封城防疫手法提出質疑。
根據該政策，社會只需要針對性隔離個別一旦染疫後有高致命風險的群體即是老人及免疫力出現缺陷者，以確保他們不被感染，其餘低風險者則可以恢復正常社交活動並捨棄所有防疫措施，透過自然染疫讓身體建立起對严重急性呼吸系统综合征冠状病毒2（SARS-CoV-2）的免疫力，從而為整個社區建立起群體免疫，讓高風險人士都能從中獲得保護免受感染。宣言認為現行的防疫措施如封城和強制佩戴口罩等已經為人民心理、民生和經濟帶來嚴重損害，讓社會運作重回正軌的前提下建立群體免疫才是富有同情心的方案。

## 批評
反對大巴靈頓宣言的傳染病學家和政府防疫官員從科學和倫理角度提出反駁放任主義對策的論點。美國防疫專家安東尼·科茨認同需要對高危族群重點隔離保護，但批評故意讓餘下所有人染疫的方案是荒謬的。
針對性隔離高風險群體在現實上並不可行，因爲他們還是無可避免會與非隔離對象者接觸，例如長者護理。如果疫情在低風險群體之間橫行，那麽高風險群體從低風險群體被傳染到病毒的機會也會隨之提升。
COVID-19疫情對社會上的弱勢群體（糖尿病患者、肥胖症患者、貧窮階層、受歧視族裔、有犯案記錄等）帶來的影響不比長者低，他們因為生活工作環境和飲食質量欠佳，導致一旦染疫後比上流群體更容易出現嚴重症狀或喪生，隨之而來的就是高額的醫療費和失去收入而三餐不繼甚至流離失所。
就算是隔離了高風險群體後依舊無法改變染疫者將會大量霸佔醫院床位的處境，放任政策意圖擴大感染人數的舉動只會令醫院不勝負荷的問題變本加厲，另外也不能忽視染疫後帶來的後遺症，特別是對受感染內臟的永久傷害。
不論是採取自然染疫或透過接種疫苗，要達到有效的群體免疫就要求具有免疫力的人數起碼佔總人口的六成，2020年巴西瑪瑙斯市的COVID-19染疫人口比率處於44至66%之間，然而其死亡數字是往年同期的4倍。
科學家截止2020年末還未能確定循自然染疫所產生針對SARS-CoV-2的免疫力能維持多久，如果這個免疫力維持時間太短或有較高二次感染風險，那麼採取放任政策的成效就會倍受打擊。哈佛大學的傳染病學家模擬了幾個免疫力維持長度所帶來的疫情擴散結果：假如自然免疫力能維持超過數年以上，那麼COVID-19疫情也得以在幾年後自然消散；若果自然免疫力無法維持超過一年，那麼疫情就會重複每年大規模爆發，直至有效的疫苗面世為止。
除非是主動檢測病毒，康復者並不一定是已經產生了對病毒的免疫力，有些人也許受感染後沒有任何症狀，但他們依然可能是帶病原並能散播病毒給身邊的人。

## 外部連結
- 官方网站 
  - 大巴灵顿宣言（简体中文），存于